# Slippery When Wet
《Slippery When Wet》은 미국의 록 밴드 본 조비의 세 번째 스튜디오 음반이다. 1986년 8월 18일, 북미의 머큐리 레코드와 국제적으로 버티고 레코드에 의해 발매되었다. 이 음반은 브루스 페어번이 프로듀싱을 하였다. 녹음 세션은 1986년 1월부터 7월 사이에 캐나다 브리티시컬럼비아주 밴쿠버의 리틀 마운틴 사운드 스튜디오에서 열렸다. 《Slippery When Wet》은 즉각적인 상업적 성공을 거두었다. 이 음반에는 〈You Give Love a Bad Name〉, 〈Livin' on a Prayer〉 그리고 〈Wanted Dead or Alive〉를 포함하여 본 조비의 가장 잘 알려진 곡들이 수록되어 있다.
이 음반은 헤비 메탈을 라디오 친화적인 팝 포맷으로 바꾼 음반으로 불리며, 흔히 "헤어 메탈의 돌파구"로 여겨지기도 한다.
《Slippery When Wet》은 미국 빌보드 200 차트에서 8주 동안 1위를 차지하며 상업적인 성공을 거두었고 《빌보드》가 1987년 가장 많이 팔린 음반으로 선정했다. 《Slippery When Wet》은 본 조비의 베스트셀러 음반으로, 미국 음반 산업 협회 인증은 12배 플래티넘으로 미국에서 가장 많이 팔린 음반 100위 안에 들었다. 이 음반은 2005년 책 《죽기 전에 꼭 들어야 할 앨범 1001》에 실렸다.

## 배경
1985년에 발매된 《7800° Fahrenheit》는 중간 정도의 성공을 거두었지만 본 조비는 아직 슈퍼스타가 되지 못했다. 그 밴드는 다음 음반에 대한 접근 방식을 바꾸었는데, 첫 두 음반보다 더 무거운 메인스트림 사운드로 바뀌었다. 공동작업자로 데스몬드 차일드를 고용한 밴드는 30곡을 작곡해 지역 뉴저지(녹음 아티스트와 팬텀의 오페라 보컬리스트 콜리 브라이스 포함)와 뉴욕 청소년들을 대상으로 오디션을 실시해 음반의 런닝 순서를 자신들의 의견으로 삼았다. 브루스 페어번은 이 음반의 주요 프로듀서로 선정되었고, 밥 록은 믹서로 선정되었다. 페어번이 헤비 메탈 밴드 블랙 앤 블루를 위해 프로듀싱한 1985년 음반 《Without Love》은 음질로 존 본 조비를 사로잡았고, 그는 곧바로 프로듀서를 물색했다.

## 제목
이 음반의 제목은 제작 초기 단계에서 몇 차례 바뀌었으며, 한때는 《Wanted Dead or Alive》가 제목 후보로 거론되기도 했다. 밴드가 카우보이 복장을 입은 채 촬영한 제안된 커버 이미지는 이후 동명의 싱글 음반 커버로 사용되었다.
본 조비에 따르면, 밴드는 캐나다 브리티시컬럼비아주 밴쿠버에 위치한 스트립 클럽 No.5 오렌지를 방문한 뒤 《Slippery When Wet》이라는 제목을 정했다. 샘보라는 이에 대해 "한 여성이 봉을 타고 천장에서 내려오더니, 옷을 모두 벗기 시작했어요. 그리고 샤워기 밑에서 몸에 비누를 칠하기 시작했는데, 우리 혀가 입에서 빠질 뻔했죠. 그냥 앉아서 '우리 매일 여기 올 거야'라고 했어요. 그 경험이 프로젝트 전체에 활력을 불어 넣어줬죠. 당시 우리의 테스토스테론 수치는 정말 높았어요."라고 말했다.

## 커버 아트
커버 아트는 젖은 검은색 쓰레기봉투로 구성되어 있으며, 봉지 위에 "Slippery When Wet"이라는 문구가 물방울 자국을 따라 그려져 있다. 샘보라는 "정말 단순하고 별로 인상적이지 않다"고 말했다. 원래 이 음반은 앞면에 음반 제목이 적힌 젖은 노란 티셔츠를 입은 가슴이 풍만한 여성을 커버 아트로 사용할 예정이었다. 그러나 발매 직전에 이 디자인은 플라스틱 봉지 커버로 대체되었다. 변경 이유로는 당시 주요 음반 매장 체인들이 성차별적 커버 때문에 음반 판매를 거부할 것을 우려한 경영진의 판단과, 밴드가 제출한 사진의 밝은 분홍색 테두리를 존 본 조비가 싫어했다는 점이 제시되었다. 샘보라는 "우리가 한 일을 보고 우리 레이블이 다소 당황했고, 미국 매장에서 금지될 것이라 생각했기 때문에 우리는 빠르게 다른 것을 내놓아야 했다"고 말했다. 일본에서는 대부분의 발매판에 오리지널 커버 디자인이 사용되었다.

## 평가
| 전문가 평가                   | 전문가 평가 |
| 평가 점수                     | 평가 점수   |
| 출처                          | 점수        |
| ----------------------------- | ----------- |
| AllMusic                      | [ 8 ]       |
| Christgau's Record Guide      | B−          |
| Record Mirror                 | [ 19 ]      |
| The Rolling Stone Album Guide | [ 20 ]      |

이 음반은 상업적으로 엄청난 성공을 거두었다. 1986년과 1987년 사이, 《Slippery When Wet》은 여러 히트곡을 배출했으며, 이 가운데 세 곡이 빌보드 핫 100 차트 톱 10에 진입했다. 특히 〈You Give Love a Bad Name〉과 〈Livin' on a Prayer〉는 1위를 기록했다. 세 번째 싱글인 〈Wanted Dead or Alive〉는 7위까지 올랐다. 음반은 빌보드 200 차트에서 1위를 차지했으며, 이는 본 조비가 미국에서 기록한 첫 번째 넘버원 음반이었다. 《Slippery When Wet》은 빌보드 200 차트 톱 5에 38주 동안 머물렀고, 그중 8주는 1위였다. 이 음반은 1987년 미국에서 가장 많이 판매된 음반이며, 이후 미국 음반 산업 협회로부터 다이아몬드 인증을 받았고, 현재 판매량은 1,500만 장에 달한다. 이는 미국에서 가장 많이 팔린 음반 중 하나로 평가된다. 영국에서는 영국 축음기 협회로부터 3배 플래티넘 인증을 받았으며, 캐나다에서는 다이아몬드 인증, 오스트레일리아에서는 6배 플래티넘 인증을 획득했다.

## 곡 목록
| #  | 제목                         | 작사·작곡                        | 재생 시간 |
| -- | ---------------------------- | -------------------------------- | --------- |
| 1. | 〈Let It Rock〉              | 존 본 조비, 리치 샘보라          | 5:26      |
| 2. | 〈You Give Love a Bad Name〉 | 본 조비, 샘보라, 데스몬드 차일드 | 3:43      |
| 3. | 〈Livin' on a Prayer〉       | 본 조비, 샘보라, 차일드          | 4:09      |
| 4. | 〈Social Disease〉           | 본 조비, 샘보라                  | 4:18      |
| 5. | 〈Wanted Dead or Alive〉     | 본 조비, 샘보라                  | 5:09      |

| #   | 제목                    | 작사·작곡               | 재생 시간 |
| --- | ----------------------- | ----------------------- | --------- |
| 6.  | 〈Raise Your Hands〉    | 본 조비, 샘보라         | 4:17      |
| 7.  | 〈Without Lo〉          | 본 조비, 샘보라, 차일드 | 3:31      |
| 8.  | 〈I'd Die for You〉     | 본 조비, 샘보라, 차일드 | 4:31      |
| 9.  | 〈Never Say Goodbye〉   | 본 조비, 샘보라         | 4:49      |
| 10. | 〈Wild in the Streets〉 | 본 조비                 | 3:56      |

## 인증
| 국가                                                                                         | 인증         | 판매량/출하량 |
| -------------------------------------------------------------------------------------------- | ------------ | ------------- |
| 오스트레일리아 (ARIA)                                                                        | 6× 플래티넘  | 420,000^      |
| 브라질                                                                                       | —            | 100,000       |
| 캐나다 (뮤직 캐나다)                                                                         | 다이아몬드   | 1,000,000^    |
| 덴마크 (IFPI Danmark)                                                                        | 플래티넘     | 20,000        |
| 핀란드 (Musiikkituottajat)                                                                   | 플래티넘     | 73,564        |
| 프랑스                                                                                       | —            | 38,000        |
| 독일 (BVMI)                                                                                  | 플래티넘     | 500,000^      |
| 홍콩 (IFPI 홍콩)                                                                             | 골드         | 10,000*       |
| 이탈리아 (FIMI)                                                                              | 골드         | 25,000        |
| 일본 (오리콘 차트)                                                                           | —            | 215,000       |
| 말레이시아                                                                                   | —            | 10,000        |
| 네덜란드 (NVPI)                                                                              | 플래티넘     | 100,000^      |
| 뉴질랜드 (RMNZ)                                                                              | 2× 플래티넘  | 30,000^       |
| 노르웨이 (IFPI 노르웨이)                                                                     | 골드         | 50,000        |
| 싱가포르 (RIAS)                                                                              | 골드         | 5,000*        |
| 스페인 (PROMUSICAE)                                                                          | 플래티넘     | 100,000^      |
| 스웨덴                                                                                       | —            | 100,000       |
| 스위스 (IFPI 스위스)                                                                         | 2× 플래티넘  | 100,000^      |
| 영국 (BPI)                                                                                   | 3× 플래티넘  | 900,000^      |
| 미국 (RIAA)                                                                                  | 15× 플래티넘 | 15,000,000    |
| *판매량을 기반으로 한 인증 · ^출하량을 기반으로 한 인증 · 판매량+스트리밍을 기반으로 한 인증 |              |               |

## 같이 보기
- 가장 많이 팔린 음반 목록
- 미국에서 가장 많이 팔린 음반 목록